# Le Démon des Caraïbes
Le Démon des Caraïbes est le premier tome de la série de bande dessinée Barbe-Rouge créée par Jean-Michel Charlier (scénario) et Victor Hubinon (dessin) paru en 1961.

## Résumé
Barbe-Rouge, pirate sans foi ni loi écumant la Mer des Caraïbes, attaque un galion espagnol en 1715. Lui et ses pirates massacrent tous les occupants du bateau mais épargnent un bébé, appelé Éric, qui séduit le pirate en riant à sa vue au lieu de trembler comme tout le monde. Barbe-Rouge décide de l'adopter et d'en faire un pirate et son héritier.
Barbe-Rouge se chargeant de lui enseigner le maniement des armes et l'art de la navigation, il nomme son fidèle second Triple-Patte comme son précepteur et le charge d'en faire un savant (latin, grec et mathématiques).
Éric, jeune et naïf, ne voit dans la vie de pirate qu'une exaltante aventure mais il déchantera vite lorsqu'il participera à ses premiers raids à bord du tristement célèbre Faucon Noir. Les pirates ne sont que des pillards violents qui massacrent d'innocentes victimes.
La première expédition consiste à enlever les riches professeurs d'un noble afin qu'ils éduquent Éric de la même façon que lui.

## Particularités
La plupart des personnages sont déjà mis en place lors du premier album, ainsi que leurs caractères.
- Barbe-Rouge : fier, très intelligent, intrépide, physiquement très fort et très habile aux armes, meneur d'hommes, sans pitié, sans foi ni loi.
- Triple-Patte : vieillard et éternel second de Barbe-Rouge, érudit, fidèle. Il se prend très vite d'affection pour Éric.
- Éric Lerouge : fils adoptif de Barbe-Rouge, fier, très intelligent, intrépide, physiquement très fort et très habile aux armes, révulsé par la barbarie des pirates, viscéralement honnête.
- Baba : colosse noir, ancien esclave libéré par Barbe-Rouge, effacé et fidèle.